# Darlington (distrito)
Darlington é um distrito e um 'borough' do governo local em Inglaterra do leste norte. Em 2003 teve uma população residente de 98.210. Limita com o condado Durham ao ocidental e ao norte, com o North Yorkshire ao sul ao longo da linha do rio Tees, e de Stockton-on-Tees ao leste.